# Xファクター (テレビ番組)
『The X Factor』（日本語題：Xファクター）は、英ITVでかつて放送されていたリアリティ音楽オーディション番組。全盛期はイギリスで非常に高い人気を誇った。輩出したアーティストは、オリー・マーズ、ワン・ダイレクションなど。過去の優勝者たちは、スティーブ・ブルックステイン、シェイン・ワード、レオナ・ルイス、リオン・ジャクソン、アレクサンドラ・バーク、ジョー・マケルダリー、マット・カードル、リトル・ミックス、ジェームズ・アーサー、サム・ベイリー、ベン・ヘイナウ、ルイーザ・ジョンソン。番組出身アーティストによって3,000万枚のシングル、1,800万枚のアルバムを売り上げている。また36枚のアルバムがトップ10入りを果たし、33枚のシングルがNO.1に輝いている。なおタイトルの「The X Factor」は、日本語版では「未知の才能」と訳されている。

## 番組開始までの経緯
他国でアイドルシリーズが成功する中、イギリスでは本家のポップ・アイドルが打ち切りになったため、ITVとフリーマントルメディアは、新感覚オーディション番組を企画した。

## 番組の流れ
番組は次の流れに沿っている。
- ステージ1：プロデューサーによるオーディション
- ステージ2：審査員によるオーディション
- ステージ3：ブートキャンプ
- ステージ4：審査員の自宅訪問
- ステージ5：ライブパフォーマンス

ステージ5がシリーズ全体の半分以上を占めており、この番組のメインとされている。ここまで残った参加者はファイナリストと呼ばれ、Boys（16歳から24歳までの男性）、Girls（16歳から24歳までの女性）、Over 25s（25歳以上）、Groups（グループ）に振り分けられ、それぞれに各審査員が一人ずつ付いてメンターとして助言を与えていく。メンターはそれぞれが持つ人脈を活用し、ファイナリストたちにプロの世界を体験させていく。その為ファイナリストたちの戦いに加え、審査員同士の戦いも見所の一つである。
以前のシリーズではBoysとGirlsの区別がない16-24sや、28歳以上のOver 28sという分け方もあった。
なお、この番組の原型となったポップアイドルでは若い男女の個人参加のみだったが、Xファクターでは年齢の上限が撤廃された。また個人だけでなく、グループでの参加も可能になった。

## 出演者

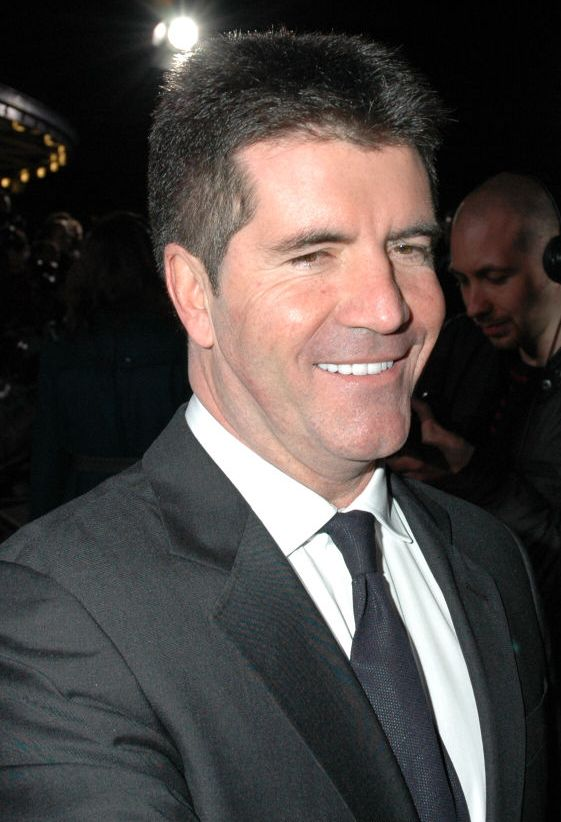
サイモン・コーウェル

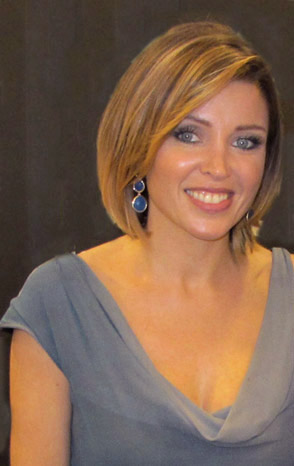
ダニー・ミノーグ

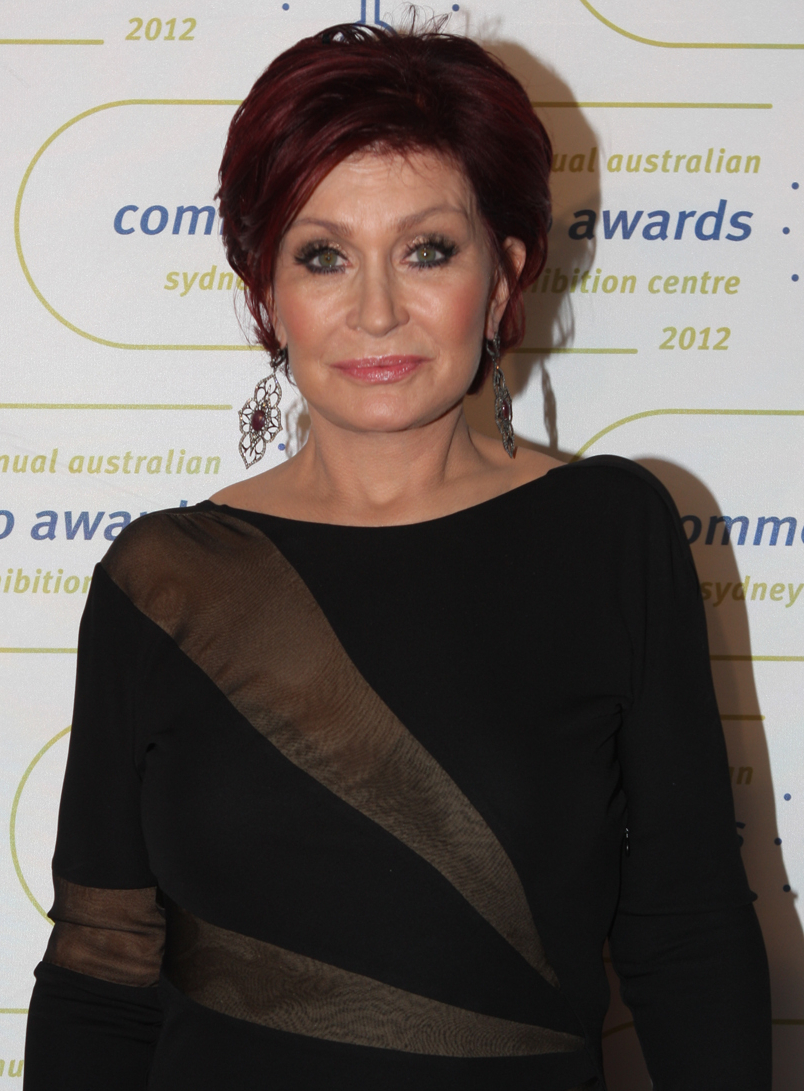
シャロン・オズボーン

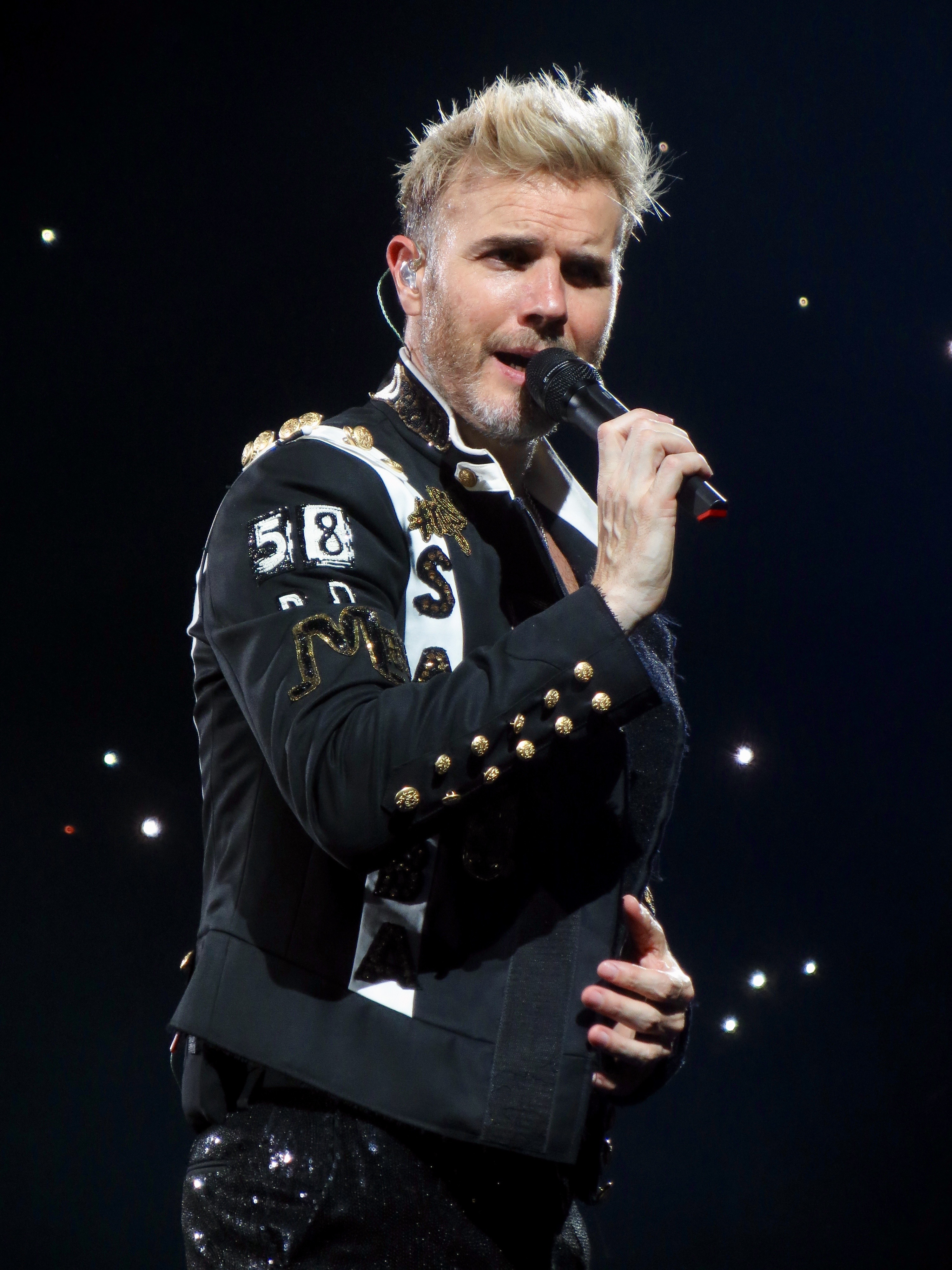
ゲイリー・バーロウ

2004年、総合司会者がケイト・ソーントン、審査員がサイモン・コーウェル、シャロン・オズボーン、ルイ・ウォルシュで番組がスタートする。
2007年、総合司会者がケイト・ソーントンからダーモット・オリアリーに変わる。同年シリーズ4では当初、ルイ・ウォルシュの降板が決まり、ダニー・ミノーグとブライアン・フリードマンが審査員に就任した。しかし、数回のオーディションでブライアン・フリードマンが審査員を降板してクリエイティブ・ディレクターになったため、ルイ・ウォルシュは審査員として復帰した。このシーズン4で共演したシャロン・オズボーンとダニー・ミノーグの仲が上手くいかず、結果としてシャロン・オズボーンがシリーズ4をもって審査員を降板することになった。
2008年、降板したシャロン・オズボーンの後任として人気ガールズバンドガールズ・アラウドのメンバー、シェリル・コールが加わる。以後2010年まで3年間サイモン・コーウェル、シェリル・コール、ダニー・ミノーグ、ルイ・ウォルシュの4人が審査員を務めたが、この4人のラインナップは番組史上最も人気があり、番組の最高視聴率も記録している。
2011年、シリーズ1から審査員を務めてきたサイモン・コーウェルが、同年FOXで放送開始の米国版Xファクターの審査員に専念するため、同じく米国版Xファクターに出演が決定していたシェリル・コールと共に降板した。さらに、ダニー・ミノーグもオーストラリアズ・ゴット・タレントとのスケジュールの兼ね合いで降板し、2011年のシリーズ8は、ルイ・ウォルシュ以外すべての審査員を一新した。代わりにテイク・ザットのメンバーでシンガーソングライターのゲイリー・バーロウ、デスティニーズ・チャイルドのメンバーのケリー・ローランド、N・ダブズのトゥリサ・コントスタヴロスが審査員に就任した。
2012年、ケリー・ローランドがわずか1シーズンで急遽降板し、4人目の審査員が決定しないままオーディションがスタートしてしまった。多数のゲスト審査員を迎えたのち、元プッシーキャット・ドールズのメンバーの歌手ニコール・シャージンガーに決定した。
2013年、トゥリサ・コントスタヴロスが降板し、シリーズ10にシャロン・オズボーンが審査員として復帰した。同シリーズ中、シャロン・オズボーンとゲイリー・バーロウは正式に降板を発表した。
2014年、2011年以来アメリカ版の審査員を務めていたサイモン・コーウェルがシリーズ11に審査員復帰することが発表された。またそれに伴い、放送開始以来3シーズンとも目立った成功を収めなかったアメリカ版が放送局のFOXより放送打ち切りの発表がされた。2012年から2シーズン出演してきたニコール・シャージンガーは自身の音楽に集中するため番組を降板することが発表され、代わりの審査員としてシェリル・コール（シーズン中結婚し、姓をフェルナンデス=ヴェルシニと改める）が復帰した。ルイ・ウォルシュは続投し、新しい審査員として元スパイス・ガールズ・メンバーで歌手であり、オーストラリア版『Xファクター』、『ザ・ヴォイス』の子供版や『アメリカズ・ゴット・タレント』でも審査員を務めた経験もあるメラニー・ブラウンが加わった。
2015年、長年司会を務めてきたダーモット・オリアリーが降板を発表。その後任に2011年から2012年まで『エクストラ・ファクター』を司会したキャロライン・フラック（2013年はフラックにマット・リチャードソンが加わり司会している）と番組出身者のオリー・マーズの2人が就任し、番組史上初めて2人の司会者によって進行されることになった。5月には唯一それまで全シーズンに出演してきたルイ・ウォルシュが降板することが発表された。6月には新審査員としてDJのニック・グリムショーと歌手で『ザ・ヴォイス』の審査員経験もあるリタ・オラが加わった。サイモン・コーウェルとシェリル・フェルナンデス＝ヴェルシニは続投。メラニー・ブラウンは降板となった。
2016年、前年司会を務め、生放送中のミスなどが目立ち批判が多かったキャロライン・フラックとオリー・マーズの降板が発表され、ダーモット・オリアリーの司会復帰が決定する。審査員も昨年の4人のうち3人、シェリル・フェルナンデス・ヴェルシニ、リタ・オラ、ニック・グリムショーが降板し、ルイ・ウォルシュ、シャロン・オズボーン、ニコール・シャージンガーの復帰が発表された。昨年の出演者はサイモン・コーウェル以外は一新したことになる。
- 総合司会：ケイト・ソーントン（シリーズ1～3）、ダーモット・オリアリー（シリーズ4～11、13〜）、オリー・マーズ (シリーズ12)、キャロライン・フラック (シリーズ12)
- 審査員：サイモン・コーウェル（シリーズ1〜7、11〜）、シャロン・オズボーン（シリーズ1〜4、10、13〜）、ルイ・ウォルシュ (シリーズ1〜11、13〜)、ニコール・シャージンガー（シリーズ9〜10、13〜）
  - 過去の審査員：ブライアン・フリードマン（シリーズ4）、ダニー・ミノーグ（シリーズ4～7）、シェリル・フェルナンデス=ヴェルシニ（シリーズ5〜7、11〜12）、ケリー・ローランド（シリーズ8）、トゥリサ・コントスタヴロス（シリーズ8〜9）、ゲイリー・バーロウ（シリーズ8〜10）、メラニー・ブラウン (シリーズ11)、ニック・グリムショー（シリーズ12）、リタ・オラ（シリーズ12）

その後、通常版は2018年まで放送されたが、視聴率の低迷に歯止めがかからずシリーズ15を最後に打ち切りとなった。

## エクストラ・ファクター（The Xtra Factor）
Xファクター放送後にITV2で放送される姉妹番組。オーディションなどの舞台裏を放送したり、審査員たちに視聴者からの質問を投げかけたりする内容である。
本編がステージ5に入るとファイナリストたちの日常をカメラが追う内容も増えていく。

## 歴代シーズン
以下のルールで色分けがされている。
    "Boys" の参加者・メンター

    "Girls" の参加者・メンター

    "16-24s" の参加者・メンター

    "Over 25s" または "Over 28s" の参加者・メンター

    "Groups" の参加者・メンター

| シリーズ | 初回          | 最終回         | 優勝                         | 準優勝                 | 3位                      | 優勝者の メンター          | 司会                                  | スポンサー             | 審査員                                                                                       | ゲスト審査員 |
| -------- | ------------- | -------------- | ---------------------------- | ---------------------- | ------------------------ | -------------------------- | ------------------------------------- | ---------------------- | -------------------------------------------------------------------------------------------- | --- |
| 1        | 2004年9月4日  | 2004年12月11日 | スティーブ・ブルックスタイン | G4                     | タビー・キャラハン       | サイモン・コーウェル       | ケイト・ソーントン                    | ノキア                 | サイモン・コーウェル シャロン・オズボーン ルイ・ウォルシュ                                   | N/A |
| 2        | 2005年8月20日 | 2005年12月17日 | シェイン・ワード             | アンディ・エイブラハム | ジャーニー・サウス       | ルイ・ウォルシュ           | ケイト・ソーントン                    | ノキア                 | サイモン・コーウェル シャロン・オズボーン ルイ・ウォルシュ                                   | N/A |
| 3        | 2006年8月19日 | 2006年12月16日 | レオナ・ルイス               | レイ・クイン           | ベン・ミルズ             | サイモン・コーウェル       | ケイト・ソーントン                    | ノキア                 | サイモン・コーウェル シャロン・オズボーン ルイ・ウォルシュ                                   | ポーラ・アブドゥル （ロンドンでのオーディション） |
| 4        | 2007年8月18日 | 2007年12月15日 | レオン・ジャクソン           | リディアン             | セイム・ディファレンス   | ダニー・ミノーグ           | ダーモット・オリアリー                | The Carphone Warehouse | サイモン・コーウェル シャロン・オズボーン ルイ・ウォルシュ ダニー・ミノーグ                  | ブライアン・フリードマン （ロンドンでのオーディション、本来は正式に審査員になる予定であった） |
| 5        | 2008年8月16日 | 2008年12月13日 | アレクサンドラ・バーク       | JLS                    | オーウェン・クウィッグ   | シェリル・コール           | ダーモット・オリアリー                | The Carphone Warehouse | サイモン・コーウェル ルイ・ウォルシュ ダニー・ミノーグ シェリル・コール                      | N/A |
| 6        | 2009年8月22日 | 2009年12月13日 | ジョー・マケルダリー         | オリー・マーズ         | ステイシー・ソロモン     | シェリル・コール           | ダーモット・オリアリー                | TalkTalk               | サイモン・コーウェル ルイ・ウォルシュ ダニー・ミノーグ シェリル・コール                      | N/A |
| 7        | 2010年8月21日 | 2010年12月12日 | マット・カードル             | レベッカ・ファーガソン | ワン・ダイレクション     | ダニー・ミノーグ           | ダーモット・オリアリー                | TalkTalk               | サイモン・コーウェル ルイ・ウォルシュ ダニー・ミノーグ シェリル・コール                      | ジェリ・ハリウェル （グラスゴーでのオーディション） ナタリー・インブルーリア （バーミンガムでのオーディション） ケイティ・ペリー （ダブリンでのオーディション） ピクシー・ロット （カーディフでのオーディション） ニコール・シャージンガー （マンチェスターでのオーディション、ブートキャンプ） |
| 8        | 2011年8月20日 | 2011年12月11日 | リトル・ミックス             | マーカス・コリンズ     | アメリア・リリー         | トゥリサ・コントスタヴロス | ダーモット・オリアリー                | TalkTalk               | ルイ・ウォルシュ ゲイリー・バーロウ トゥリサ・コントスタヴロス ケリー・ローランド            | アレクサンドラ・バーク （ステージ5の四週目） |
| 9        | 2012年8月18日 | 2012年12月9日  | ジェームス・アーサー         | ジャメイン・ダグラス   | クリストファー・マロニー | ニコール・シャージンガー   | ダーモット・オリアリー                | TalkTalk               | ルイ・ウォルシュ ゲイリー・バーロウ トゥリサ・コントスタヴロス ニコール・シャージンガー      | ジェリ・ハリウェル （リバプールでのオーディション） レオナ・ルイス リタ・オラ ニコール・シャージンガー （ロンドンでのオーディション） メラニー・ブラウン （マンチェスターでのオーディション） アナスタシア （グラスゴーでのオーディション）                                                     |
| 10       | 2013年8月31日 | 2013年12月15日 | サム・バイリー               | ニコラス・マクドナルド | ルーク・フレンド         | シャロン・オズボーン       | ダーモット・オリアリー                | TalkTalk               | ルイ・ウォルシュ シャロン・オズボーン ゲイリー・バーロウ ニコール・シャージンガー            | N/A |
| 11       | 2014年8月30日 | 2014年12月14日 | Ben Haenow                   | Fleur East             | Andrea Faustini          | サイモン・コーウェル       | ダーモット・オリアリー                | TalkTalk               | サイモン・コーウェル ルイ・ウォルシュ シェリル・フェルナンデス=ヴェルシニ メラニー・ブラウン | N/A |
| 12       | 2015年8月29日 | 2015年12月13日 | ルイザ・ジョンソン           | Reggie 'n Bollie       | Ché Chesterman           | リタ・オラ                 | キャロライン・フラック オリー・マーズ | TalkTalk               | サイモン・コーウェル シェリル・フェルナンデス=ヴェルシニ リタ・オラ ニック・グリムショー     | TBC |

## 優勝者以外の成功した番組出身者
(順位順)
- シリーズ5 (2008年) ：JLS、ダイアナ・ヴィッカーズ
- シリーズ6 (2009年) ：オリー・マーズ、ジェドワード
- シリーズ7 (2010年) ：レベッカ・ファーガソン、ワン・ダイレクション、シェール・ロイド
- シリーズ8 (2011年) ：アメリア・リリー、ミーシャ・B
- シリーズ9 (2012年) ：ジャメイン・ダグラス、ユニオン・J、エラ・ヘンダーソン
- シリーズ11(2014年) ：フラー・イースト

## 海外展開
英国以外でも同番組のフォーマットを利用した番組が放送されている。ポーランド、ベルギー、コロンビア、チェコ、デンマーク、ギリシャ、アイスランド、イタリア、オランダ、スペイン、フランス、ノルウェーなどで制作されている。
国際的に大成功を収めていて、番組出身アーティストのCD売り上げ総数は15億枚にものぼり、130枚のNO.1シングル、350枚のトップ10入りアルバムといった脅威的な数字を記録している。

## アメリカ版

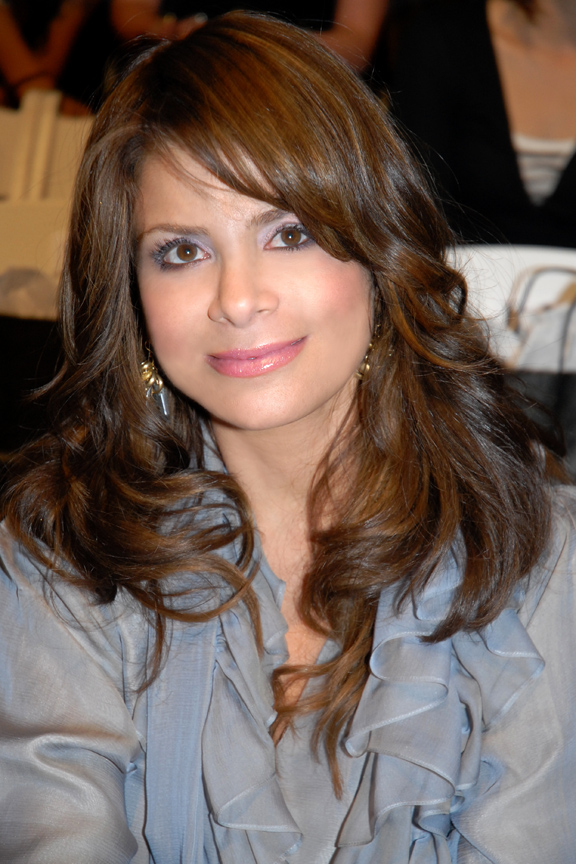
ポーラ・アブドゥル

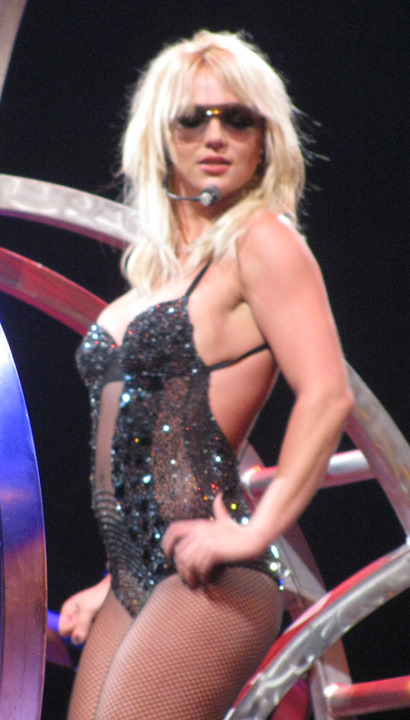
ブリトニー・スピアーズ

イギリスでの成功を受け、サイモン・コーウェルは2011年に番組をアメリカ上陸させ、FOXで放送がスタートした。放送開始前から『アメリカン・アイドル』降板以来のサイモン・コーウェルのアメリカ復帰、同じく元『アメリカン・アイドル』審査員で名物コンビとなっていたポーラ・アブドゥルとの共演が決定していたため注目が集まった。
総合司会がイギリス人のスティーブ・ジョーンズと人気歌手で元プッシーキャット・ドールズ・メンバーのニコール・シャージンガーの2人、審査員がサイモン・コーウェル、ポーラ・アブドゥル、イギリス人歌手でガールズ・アラウド・メンバー、また前年までイギリス版『The X Factor』の審査員を務めたシェリル・コール、グラミー賞受賞経験があるプロデューサーで、エピック・レコード社長のL.A. リードの4人で番組がスタート。しかし、収録開始からわずか17日で審査員の1人シェリル・コールの降板が発表された。理由は明確には発表されなかったが、のちに裁判に発展し2013年にようやく和解している。シェリル・コールの後任として、審査員は当初司会だったニコール・シャージンガーが務め、総合司会はスティーブ・ジョーンズ単独となった。
当初は2000万人以上の視聴が見込まれていたが、大幅に下回ってしまった。その理由として、すでにアメリカで大成功していた元祖オーディション番組『アメリカン・アイドル』と番組のフォーマットがほとんど同じだったことや、一足先に放送を開始して、人気を集めていたオランダ発祥のオーディション番組『ザ・ヴォイス』に比べて新鮮味がなかったことが挙げられている。
2012年、視聴率回復を図るべく出演者の入れ替えを行うことが発表された。総合司会はスティーブ・ジョーンズからより知名度が高く、アメリカ人のマリオ・ロペスとクロエ・カーダシアンの2人になった。審査員は新しくブリトニー・スピアーズとデミ・ロヴァートが加わった。しかし視聴率の回復はおろか、前年よりさらに下回ってしまった。サイモン・コーウェルは視聴率低迷の原因として、期待を寄せていたブリトニー・スピアーズが巨額の契約金の割に、つまらない審査員だったからだとコメントしている。
2013年、シーズン1から審査員を務めたL.A. リードとブリトニー・スピアーズ、総合司会を務めたクロエ・カーダシアンの降板が発表された。総合司会はマリオ・ロペス単独となり、新しい審査員としてデスティニーズ・チャイルドのメンバーで歌手、またイギリス版にて審査員を務めた経験もあるケリー・ローランドとラテン系歌手のパウリナ・ルビオがサイモン・コーウェルとデミ・ロヴァートに加わった。その後も視聴率は下がり続け、シーズン中から頻繁に打ち切りの噂が飛び交ったが、2014年、サイモン・コーウェルがイギリス版に審査員として復帰することが決まり、正式に番組は打ち切りとなった。

## 日本での展開
2013年10月から2014年3月まで、日本版「X FACTOR OKINAWA JAPAN」を放送した。審査員はKaz Utsunomiya、仲宗根梨乃、松尾潔の3名。ベスト9が揃う本戦のライブショーからの司会はジョン・カビラと渡辺直美を起用。Syco所属のアーティストもゲスト出演。X FACTOR OKINAWA JAPAN製作委員会が制作し、沖縄テレビが放送した（沖縄県ローカル）。日本版オーディションに出演した伊舎堂さくらは、2020年に聖飢魔IIの創始者であるダミアン浜田のプロデュースによるロックバンド『Damian Hamada's Creatures』のボーカリスト（さくら“シエル”伊舎堂名義）としてアリオラジャパンよりデビューしている。